# Segunda División B de España 1990-91
La temporada 1990–91 de la Segunda División B de España de fútbol corresponde a la 14.ª edición del campeonato y se disputó entre el 1 de septiembre de 1990 y el 12 de mayo de 1991 en su fase regular. Posteriormente se disputó la promoción de ascenso entre el 18 de mayo y el 23 de junio.
En esta temporada entra en vigor el play-off o liguilla de ascenso a Segunda División por lo que ya no hay ascensos directos.

## Sistema de competición
Participan ochenta clubes de toda la geografía española, encuadrados en cuatro grupos de veinte equipos según proximidad geográfica. Se enfrentan en cada grupo todos contra todos en dos ocasiones —una en campo propio y otra en campo contrario— durante un total de 38 jornadas. El orden de los encuentros se decide por sorteo antes de empezar la competición. La Real Federación Española de Fútbol es la responsable de designar a los árbitros de cada encuentro.
El ganador de un partido obtiene dos puntos, el perdedor no suma puntos, y en caso de un empate hay un punto para cada equipo. Al término del campeonato, el equipo que acumula más puntos en cada grupo se proclama campeón de Segunda División B y juega la promoción de ascenso; junto con los segundos, terceros y cuartos clasificados de cada grupo para ascender a Segunda División. Esta promoción tiene formato de liguilla con cuatro grupos en los que se emparejan equipos de distintos grupos y que hayan quedado en posiciones distintas.
Los cuatro últimos equipos clasificados de cada grupo, además del peor decimosexto clasificado, descienden a Tercera División.

## Nota
Hoy en día hay clubes que su nombre han derivado a idiomas como catalán-valenciano-balear, euskera o gallego; pero para reflejar la realidad de la época, los nombres de los equipos aparecen tal y como se inscribieron para competir en esta temporada.

## Equipos de la temporada 1990/91
| Datos de ascensos y descensos |
| --- |
| Atlético Madrileño, Real Madrid Deportivo, Racing de Santander y Recreativo de Huelva descienden de Segunda División A. Albacete Balompié, Real Avilés Industrial, UE Lleida y Orihuela Deportiva CF ascienden a Segunda División A. Arosa SC, CD Atlético Baleares, UD Barbastro, CD Calahorra, UD Fraga, Gimnàstic de Tarragona, SD Ibiza, Real Jaén CF, CD Lalín, CD Laredo, Linares CF, Club Atlético Marbella, CD Maspalomas, CD Colonia Moscardó, Racing de Ferrol, UD Salud, CD Utrera y Villarreal CF descienden a Tercera División. Betis Deportivo, SD Compostela, Deportivo Alavés, CF Extremadura, CD Fuengirola, Gimnástica de Torrelavega, SD Huesca, CD Izarra, Las Palmas Atlético, CD Los Boliches, CD Manacor, CD Móstoles, Palencia Cristo Olímpico, UE Sant Andreu, Torrent CF, CF Valdepeñas, SD Vetusta y Yeclano CF ascienden a Segunda División B. |

### Grupo I
En este grupo se encuentran los equipos de: Galicia (6), Asturias (3), Comunidad de Madrid (7) y parte de Castilla y León (4).
| - Club Juventud Cambados - SD Compostela - CD Endesa As Pontes - CD Lugo - CD Orense - Pontevedra CF - UP Langreo - Sporting Atlético - SD Vetusta - RSD Alcalá |  | - Atlético Madrileño - Getafe CF - CD Leganés - CD Móstoles - CD Pegaso - Real Madrid Deportivo - Real Ávila CF - Cultural y Deportiva Leonesa - Palencia Cristo Olímpico - SD Ponferradina |

### Grupo II
En este grupo se encuentran los equipos de: Cantabria (2), País Vasco (7), parte de Cataluña (1), parte de Castilla y León (2),  Navarra (2), Aragón (5) y del Principado de Andorra (1).
| - Gimnástica de Torrelavega - Racing de Santander - Baracaldo CF - CD Basconia - SD Cultural Durango - Deportivo Alavés - SD Lemona - San Sebastián CF - CD Santurtzi - CFJ Mollerussa |  | - CD Mirandés - CD Numancia - CD Izarra - Osasuna Promesas - Deportivo Aragón - CD Binéfar - CD Endesa Andorra - SD Huesca - CD Teruel - FC Andorra |

### Grupo III
En este grupo se encuentran los equipos de: Andalucía (10), Canarias (3), Extremadura (3), parte de Castilla-La Mancha (2), y las ciudades autónomas de Ceuta (1) y Melilla (1).
| - Betis Deportivo - Córdoba CF - CD Estepona - CD Fuengirola - Granada CF - RB Linense - CD Los Boliches - Recreativo de Huelva - Atlético Sanluqueño CF - Sevilla Atlético |  | - Las Palmas Atlético - CD Marino - UD Telde - CD Badajoz - CF Extremadura - Mérida CP - CD Toledo - CF Valdepeñas - AD Ceuta - UD Melilla |

### Grupo IV
En este grupo se encuentran los equipos de: Parte de Cataluña (5), Comunidad Valenciana (9), Islas Baleares (3), Región de Murcia (2), y parte de Castilla-La Mancha (1).
| - FC Barcelona Promesas - Girona FC - CD Hospitalet - ADC Manlleu - UE Sant Andreu - CD Alcoyano - UD Alzira - Benidorm CD - CD Eldense - CF Gandía |  | - Hércules CF - CD Olímpic de Xàtiva - Torrent CF - Torrevieja CF - Mallorca Atlético - CD Manacor - CF Sporting Mahonés - Cartagena FC - Yeclano CF - Club Atlético Tomelloso |

## Resultados y clasificaciones

### Grupo I

#### Clasificación
| Pos. | Equipo                    | Pts. | PJ | G  | E  | P  | GF | GC | Dif. | Clasificación                 |
| ---- | ------------------------- | ---- | -- | -- | -- | -- | -- | -- | ---- | ----------------------------- |
| 1    | Real Madrid Deportivo (A) | 53   | 38 | 20 | 13 | 5  | 44 | 25 | +19  | Acceso a Promoción de ascenso |
| 2    | C. D. Lugo                | 47   | 38 | 16 | 15 | 7  | 38 | 23 | +15  | Acceso a Promoción de ascenso |
| 3    | S. D. Compostela (A)      | 47   | 38 | 18 | 11 | 9  | 44 | 31 | +13  | Acceso a Promoción de ascenso |
| 4    | Getafe C. F.              | 45   | 38 | 16 | 13 | 9  | 45 | 24 | +21  | Acceso a Promoción de ascenso |
| 5    | C. D. Leganés             | 43   | 38 | 12 | 19 | 7  | 38 | 27 | +11  |                               |
| 6    | Palencia Cristo Olímpico  | 43   | 38 | 15 | 13 | 10 | 34 | 28 | +6   |                               |
| 7    | C. D. Orense              | 41   | 38 | 12 | 17 | 9  | 40 | 36 | +4   |                               |
| 8    | Atlético Madrileño        | 41   | 38 | 16 | 9  | 13 | 51 | 44 | +7   |                               |
| 9    | Cultural Leonesa          | 40   | 38 | 11 | 18 | 9  | 40 | 38 | +2   |                               |
| 10   | S. D. Vetusta             | 39   | 38 | 14 | 11 | 13 | 42 | 44 | −2   |                               |
| 11   | Real Ávila C. F.          | 39   | 38 | 9  | 21 | 8  | 32 | 26 | +6   |                               |
| 12   | Sporting Atlético         | 38   | 38 | 12 | 14 | 12 | 49 | 48 | +1   |                               |
| 13   | C. D. Endesa As Pontes    | 38   | 38 | 12 | 14 | 12 | 42 | 36 | +6   |                               |
| 14   | Pontevedra C. F.          | 35   | 38 | 9  | 17 | 12 | 28 | 33 | −5   |                               |
| 15   | S. D. Ponferradina        | 35   | 38 | 10 | 15 | 13 | 32 | 38 | −6   |                               |
| 16   | C. Juventud Cambados      | 32   | 38 | 11 | 10 | 17 | 32 | 42 | −10  |                               |
| 17   | C. D. Pegaso (D)          | 30   | 38 | 6  | 18 | 14 | 29 | 47 | −18  | Descenso a Tercera División   |
| 18   | U. P. Langreo (D)         | 29   | 38 | 9  | 11 | 18 | 31 | 51 | −20  | Descenso a Tercera División   |
| 19   | C. D. Móstoles (D)        | 28   | 38 | 7  | 14 | 17 | 26 | 41 | −15  | Descenso a Tercera División   |
| 20   | R. S. D. Alcalá (D)       | 17   | 38 | 6  | 5  | 27 | 22 | 57 | −35  | Descenso a Tercera División   |

 Fuente: BDFutbol
Criterios de clasificación: Puntos · Enfrentamientos directos · Diferencia de goles · Goles a favor · Play-off

#### Resultados
| Local \ Visitante        | ALC | ATM | AVI | COM | CUL | END | GET | JUV | LAN | LEG | LUG | MOS | ORE | PAL | PEG | PNF | PNT | RMA | SPO | VET |
| ------------------------ | --- | --- | --- | --- | --- | --- | --- | --- | --- | --- | --- | --- | --- | --- | --- | --- | --- | --- | --- | --- |
| R. S. D. Alcalá          | —   | 0–2 | 1–3 | 2–3 | 2–0 | 0–4 | 0–3 | 3–2 | 1–1 | 0–1 | 0–1 | 4–1 | 0–0 | 1–3 | 1–0 | 0–1 | 1–0 | 0–2 | 1–0 | 0–0 |
| Atlético Madrileño       | 2–0 | —   | 1–1 | 0–2 | 2–1 | 3–1 | 1–0 | 1–1 | 3–1 | 1–0 | 2–2 | 1–1 | 1–1 | 2–0 | 0–3 | 3–1 | 1–0 | 0–0 | 0–0 | 4–0 |
| Real Ávila C. F.         | 1–0 | 0–1 | —   | 2–0 | 1–1 | 1–0 | 1–1 | 3–0 | 4–0 | 1–1 | 0–0 | 2–0 | 0–0 | 1–1 | 1–1 | 2–1 | 1–1 | 0–0 | 1–1 | 0–2 |
| S. D. Compostela         | 1–0 | 1–0 | 0–0 | —   | 0–2 | 1–1 | 0–0 | 2–0 | 2–1 | 2–0 | 1–2 | 1–0 | 1–1 | 2–1 | 6–0 | 1–0 | 2–0 | 1–0 | 2–1 | 0–0 |
| Cultural Leonesa         | 1–1 | 1–0 | 1–1 | 0–0 | —   | 3–0 | 3–0 | 2–1 | 1–0 | 1–3 | 0–0 | 1–0 | 1–0 | 0–0 | 3–2 | 0–0 | 1–1 | 1–1 | 2–0 | 0–0 |
| C. D. Endesa As Pontes   | 2–1 | 0–2 | 0–0 | 3–1 | 0–0 | —   | 0–0 | 4–4 | 4–0 | 1–1 | 1–1 | 1–0 | 1–0 | 2–0 | 1–1 | 3–0 | 0–0 | 4–0 | 1–1 | 1–1 |
| Getafe C. F.             | 3–1 | 1–0 | 2–0 | 3–0 | 2–2 | 2–0 | —   | 0–0 | 4–0 | 1–1 | 1–1 | 0–0 | 5–1 | 2–0 | 0–1 | 1–1 | 3–0 | 1–0 | 1–0 | 2–1 |
| C. Juventud Cambados     | 1–0 | 2–1 | 1–0 | 0–1 | 1–0 | 1–0 | 2–0 | —   | 1–0 | 2–1 | 0–0 | 0–1 | 0–0 | 0–0 | 1–0 | 4–0 | 1–2 | 0–0 | 2–1 | 0–1 |
| U. P. Langreo            | 3–0 | 2–5 | 0–0 | 1–0 | 0–0 | 1–0 | 0–2 | 2–1 | —   | 2–0 | 1–2 | 4–0 | 1–1 | 0–1 | 0–0 | 0–1 | 0–0 | 0–0 | 3–2 | 1–0 |
| C. D. Leganés            | 2–0 | 3–0 | 1–1 | 1–1 | 2–2 | 2–0 | 1–0 | 1–0 | 1–1 | —   | 0–0 | 1–1 | 1–0 | 4–1 | 3–0 | 0–0 | 0–0 | 0–0 | 0–0 | 1–1 |
| C. D. Lugo               | 1–0 | 3–1 | 0–0 | 1–1 | 0–0 | 1–2 | 1–1 | 3–0 | 3–1 | 1–0 | —   | 4–0 | 1–1 | 0–1 | 2–1 | 1–0 | 0–1 | 1–1 | 2–0 | 1–0 |
| C. D. Móstoles           | 0–0 | 3–3 | 0–0 | 0–1 | 0–1 | 0–1 | 2–0 | 3–2 | 0–0 | 0–2 | 2–0 | —   | 2–1 | 0–0 | 1–1 | 0–0 | 0–0 | 0–1 | 1–1 | 2–0 |
| C. D. Orense             | 3–0 | 2–1 | 0–0 | 2–1 | 1–0 | 0–1 | 1–2 | 1–0 | 0–0 | 1–1 | 1–0 | 2–1 | —   | 1–0 | 0–0 | 2–1 | 2–0 | 1–1 | 5–2 | 1–1 |
| Palencia Cristo Olímpico | 1–0 | 1–0 | 1–1 | 1–1 | 1–1 | 1–0 | 0–0 | 0–0 | 3–0 | 0–0 | 2–0 | 1–0 | 0–0 | —   | 1–0 | 2–1 | 2–0 | 0–1 | 1–1 | 3–0 |
| C. D. Pegaso             | 2–1 | 0–2 | 0–0 | 0–1 | 1–1 | 0–0 | 0–0 | 1–1 | 1–1 | 0–1 | 0–1 | 1–0 | 2–2 | 2–0 | —   | 0–0 | 3–2 | 0–0 | 1–2 | 1–1 |
| S. D. Ponferradina       | 1–0 | 3–1 | 1–0 | 2–0 | 3–2 | 0–0 | 0–2 | 1–0 | 1–2 | 2–1 | 0–1 | 0–0 | 3–0 | 0–0 | 1–0 | —   | 0–0 | 1–1 | 1–1 | 1–1 |
| Pontevedra C. F.         | 1–0 | 0–0 | 0–1 | 0–0 | 1–1 | 1–1 | 0–0 | 1–1 | 3–1 | 0–0 | 1–0 | 1–0 | 0–0 | 0–1 | 1–1 | 2–1 | —   | 0–2 | 3–0 | 0–0 |
| Real Madrid Deportivo    | 3–1 | 2–0 | 1–0 | 2–1 | 4–2 | 2–1 | 1–0 | 1–0 | 1–0 | 0–0 | 0–0 | 1–4 | 3–0 | 1–0 | 3–2 | 1–1 | 2–1 | —   | 3–0 | 2–0 |
| Sporting Atlético        | 1–0 | 1–2 | 2–1 | 1–1 | 5–1 | 2–1 | 1–0 | 4–0 | 1–0 | 1–1 | 0–0 | 2–1 | 2–2 | 3–2 | 0–0 | 1–1 | 4–1 | 2–0 | —   | 3–3 |
| S. D. Vetusta            | 1–0 | 4–2 | 3–1 | 1–3 | 2–1 | 2–0 | 1–0 | 1–0 | 2–1 | 3–0 | 0–1 | 0–0 | 0–4 | 1–2 | 6–0 | 2–1 | 0–4 | 0–1 | 1–0 | —   |

### Grupo II

#### Clasificación
| Pos. | Equipo                     | Pts. | PJ | G  | E  | P  | GF | GC | Dif. | Clasificación                 |
| ---- | -------------------------- | ---- | -- | -- | -- | -- | -- | -- | ---- | ----------------------------- |
| 1    | Racing de Santander (A)    | 54   | 38 | 22 | 10 | 6  | 67 | 32 | +35  | Acceso a Promoción de ascenso |
| 2    | Deportivo Alavés           | 52   | 38 | 21 | 10 | 7  | 61 | 28 | +33  | Acceso a Promoción de ascenso |
| 3    | C. A. Osasuna Promesas     | 48   | 38 | 18 | 12 | 8  | 61 | 32 | +29  | Acceso a Promoción de ascenso |
| 4    | San Sebastián C. F.        | 47   | 38 | 18 | 11 | 9  | 52 | 31 | +21  | Acceso a Promoción de ascenso |
| 5    | Deportivo Aragón           | 44   | 38 | 17 | 10 | 11 | 59 | 36 | +23  |                               |
| 6    | S. D. Lemona               | 41   | 38 | 13 | 15 | 10 | 38 | 31 | +7   |                               |
| 7    | Baracaldo C. F.            | 40   | 38 | 12 | 16 | 10 | 37 | 35 | +2   |                               |
| 8    | F. C. Andorra              | 40   | 38 | 15 | 10 | 13 | 42 | 34 | +8   |                               |
| 9    | C. D. Basconia             | 40   | 38 | 12 | 16 | 10 | 36 | 37 | −1   |                               |
| 10   | C. F. J. Mollerussa        | 39   | 38 | 15 | 9  | 14 | 51 | 36 | +15  |                               |
| 11   | C. D. Numancia             | 38   | 38 | 14 | 10 | 14 | 45 | 41 | +4   |                               |
| 12   | Gimnástica de Torrelavega  | 36   | 38 | 10 | 16 | 12 | 33 | 40 | −7   |                               |
| 13   | S. D. Huesca               | 34   | 38 | 12 | 10 | 16 | 39 | 51 | −12  |                               |
| 14   | C. D. Binéfar              | 34   | 38 | 10 | 14 | 14 | 31 | 39 | −8   |                               |
| 15   | C. D. Santurtzi            | 32   | 38 | 8  | 16 | 14 | 29 | 43 | −14  |                               |
| 16   | C. D. Izarra (D)           | 31   | 38 | 9  | 13 | 16 | 34 | 56 | −22  | Descenso a Tercera División   |
| 17   | C. D. Mirandés (D)         | 30   | 38 | 8  | 14 | 16 | 21 | 43 | −22  | Descenso a Tercera División   |
| 18   | S. D. Cultural Durango (D) | 30   | 38 | 9  | 12 | 17 | 23 | 43 | −20  | Descenso a Tercera División   |
| 19   | C. D. Endesa Andorra (D)   | 30   | 38 | 7  | 16 | 15 | 24 | 42 | −18  | Descenso a Tercera División   |
| 20   | C. D. Teruel (D)           | 20   | 38 | 5  | 10 | 23 | 29 | 82 | −53  | Descenso a Tercera División   |

 Fuente: BDFutbol
Criterios de clasificación: Puntos · Enfrentamientos directos · Diferencia de goles · Goles a favor · Play-off

#### Resultados
| Local \ Visitante         | ALV | FCA | ARA | BAR | BAS | BIN | CUL | END | GIM | HUE | IZA | LEM | MIR | MOL | NUM | OSA | RAC | SAS | SAN | TER |
| ------------------------- | --- | --- | --- | --- | --- | --- | --- | --- | --- | --- | --- | --- | --- | --- | --- | --- | --- | --- | --- | --- |
| Deportivo Alavés          | —   | 2–0 | 1–1 | 0–1 | 1–0 | 3–0 | 2–1 | 4–0 | 0–1 | 2–0 | 5–0 | 1–1 | 1–0 | 1–1 | 0–0 | 2–1 | 1–0 | 2–1 | 2–1 | 5–1 |
| F. C. Andorra             | 0–1 | —   | 0–2 | 0–0 | 3–0 | 2–1 | 3–2 | 3–1 | 2–1 | 1–0 | 3–0 | 1–1 | 2–0 | 4–0 | 1–0 | 1–2 | 0–0 | 2–1 | 0–0 | 2–2 |
| Deportivo Aragón          | 2–1 | 2–0 | —   | 1–1 | 0–1 | 0–1 | 0–0 | 3–0 | 2–0 | 2–1 | 3–0 | 2–0 | 1–1 | 3–2 | 6–2 | 3–0 | 1–2 | 0–2 | 0–0 | 5–0 |
| Baracaldo C. F.           | 0–1 | 1–0 | 1–1 | —   | 2–0 | 0–0 | 3–0 | 1–1 | 2–1 | 0–1 | 1–1 | 1–1 | 4–0 | 0–0 | 1–0 | 2–2 | 0–0 | 0–1 | 0–1 | 1–1 |
| C. D. Basconia            | 0–0 | 2–0 | 2–0 | 3–3 | —   | 1–1 | 0–0 | 0–0 | 0–0 | 0–0 | 2–1 | 1–1 | 0–0 | 2–2 | 0–4 | 1–0 | 1–0 | 4–1 | 1–1 | 3–1 |
| C. D. Binéfar             | 0–2 | 0–1 | 1–0 | 1–1 | 1–2 | —   | 2–1 | 1–0 | 0–0 | 0–0 | 1–0 | 0–0 | 1–3 | 0–1 | 1–0 | 0–1 | 3–0 | 1–0 | 3–0 | 2–0 |
| S. D. Cultural Durango    | 2–1 | 0–0 | 1–0 | 1–2 | 1–0 | 0–0 | —   | 0–1 | 1–1 | 2–1 | 0–2 | 1–1 | 1–0 | 1–1 | 1–0 | 0–3 | 0–0 | 0–1 | 1–0 | 1–1 |
| C. D. Endesa Andorra      | 1–1 | 0–0 | 0–1 | 0–3 | 2–0 | 1–1 | 1–1 | —   | 2–2 | 1–1 | 1–1 | 0–0 | 1–1 | 0–1 | 0–0 | 0–0 | 0–1 | 0–0 | 2–0 | 1–0 |
| Gimnástica de Torrelavega | 1–1 | 0–3 | 4–1 | 0–0 | 1–1 | 3–0 | 2–1 | 0–2 | —   | 0–0 | 0–0 | 0–1 | 1–0 | 2–1 | 3–0 | 0–0 | 1–1 | 1–3 | 0–0 | 1–0 |
| S. D. Huesca              | 2–1 | 1–0 | 3–3 | 2–2 | 0–2 | 3–1 | 3–0 | 1–0 | 2–1 | —   | 2–0 | 1–2 | 0–1 | 2–1 | 2–1 | 1–3 | 0–2 | 1–0 | 0–0 | 1–3 |
| C. D. Izarra              | 0–1 | 2–1 | 0–0 | 0–1 | 1–2 | 1–1 | 2–0 | 2–2 | 0–3 | 5–3 | —   | 0–0 | 1–1 | 1–1 | 2–1 | 0–1 | 1–6 | 2–2 | 2–1 | 0–1 |
| S. D. Lemona              | 0–3 | 2–1 | 0–1 | 1–0 | 1–0 | 1–0 | 0–0 | 3–0 | 0–1 | 1–1 | 4–0 | —   | 1–0 | 1–0 | 0–1 | 1–1 | 3–1 | 1–2 | 0–0 | 3–0 |
| C. D. Mirandés            | 1–4 | 0–2 | 1–0 | 0–1 | 0–0 | 1–1 | 1–1 | 2–0 | 0–0 | 0–0 | 0–0 | 1–0 | —   | 1–3 | 1–0 | 0–0 | 0–1 | 0–0 | 0–0 | 1–0 |
| C. F. J. Mollerussa       | 2–1 | 0–0 | 0–1 | 3–0 | 0–1 | 1–0 | 1–0 | 0–2 | 3–0 | 3–0 | 1–0 | 5–2 | 1–0 | —   | 0–0 | 3–1 | 0–0 | 0–1 | 6–1 | 0–0 |
| C. D. Numancia            | 2–2 | 1–0 | 2–1 | 3–1 | 1–1 | 1–1 | 0–1 | 2–0 | 0–0 | 2–0 | 0–1 | 2–1 | 4–0 | 2–0 | —   | 3–1 | 1–1 | 0–0 | 1–0 | 3–2 |
| C. A. Osasuna Promesas    | 1–2 | 1–1 | 2–1 | 2–0 | 0–0 | 2–0 | 4–0 | 2–0 | 7–1 | 1–0 | 1–0 | 0–0 | 4–0 | 2–0 | 1–1 | —   | 0–1 | 1–1 | 5–1 | 3–0 |
| Racing de Santander       | 1–0 | 3–0 | 3–3 | 2–0 | 2–1 | 1–1 | 2–0 | 2–0 | 3–1 | 4–1 | 1–1 | 1–0 | 2–0 | 1–0 | 2–1 | 4–0 | —   | 2–3 | 2–1 | 4–1 |
| San Sebastián C. F.       | 2–0 | 2–0 | 1–1 | 3–0 | 2–0 | 2–2 | 1–0 | 1–0 | 1–0 | 0–0 | 0–1 | 1–1 | 4–0 | 1–0 | 5–1 | 1–1 | 1–2 | —   | 1–1 | 3–1 |
| C. D. Santurtzi           | 1–1 | 0–0 | 0–1 | 0–1 | 2–0 | 1–1 | 1–0 | 0–1 | 0–0 | 3–0 | 2–2 | 1–1 | 1–1 | 2–1 | 2–1 | 0–0 | 3–2 | 1–0 | —   | 1–2 |
| C. D. Teruel              | 0–2 | 1–2 | 0–5 | 0–0 | 1–1 | 3–1 | 0–1 | 1–1 | 0–0 | 1–3 | 1–2 | 0–3 | 0–3 | 0–7 | 1–2 | 1–5 | 1–5 | 2–1 | 0–0 | —   |

### Grupo III

#### Clasificación
| Pos. | Equipo                     | Pts. | PJ | G  | E  | P  | GF | GC | Dif. | Clasificación                 |
| ---- | -------------------------- | ---- | -- | -- | -- | -- | -- | -- | ---- | ----------------------------- |
| 1    | C. D. Badajoz              | 56   | 38 | 22 | 12 | 4  | 72 | 23 | +49  | Acceso a Promoción de ascenso |
| 2    | R. C. Recreativo de Huelva | 51   | 38 | 21 | 9  | 8  | 50 | 22 | +28  | Acceso a Promoción de ascenso |
| 3    | Córdoba C. F.              | 51   | 38 | 21 | 9  | 8  | 52 | 30 | +22  | Acceso a Promoción de ascenso |
| 4    | Mérida C. P. (A)           | 49   | 38 | 18 | 13 | 7  | 50 | 28 | +22  | Acceso a Promoción de ascenso |
| 5    | Granada C. F.              | 47   | 38 | 15 | 17 | 6  | 49 | 29 | +20  |                               |
| 6    | U. D. Melilla              | 44   | 38 | 16 | 12 | 10 | 39 | 28 | +11  |                               |
| 7    | A. D. Ceuta (D)            | 38   | 38 | 14 | 10 | 14 | 37 | 47 | −10  | Descenso a Tercera División   |
| 8    | C. D. Fuengirola           | 38   | 38 | 12 | 14 | 12 | 25 | 32 | −7   |                               |
| 9    | C. D. Estepona             | 37   | 38 | 10 | 17 | 11 | 24 | 33 | −9   |                               |
| 10   | Betis Deportivo            | 35   | 38 | 12 | 11 | 15 | 47 | 46 | +1   |                               |
| 11   | C. F. Valdepeñas           | 35   | 38 | 12 | 11 | 15 | 38 | 44 | −6   |                               |
| 12   | C. D. Marino               | 34   | 38 | 11 | 12 | 15 | 37 | 50 | −13  |                               |
| 13   | Atlético Sanluqueño C. F.  | 34   | 38 | 12 | 10 | 16 | 26 | 38 | −12  |                               |
| 14   | C. F. Extremadura          | 33   | 38 | 10 | 13 | 15 | 30 | 42 | −12  |                               |
| 15   | C. D. Los Boliches         | 31   | 38 | 8  | 15 | 15 | 25 | 43 | −18  |                               |
| 16   | R. B. Linense              | 31   | 38 | 12 | 7  | 19 | 39 | 48 | −9   |                               |
| 17   | C. D. Toledo (D)           | 31   | 38 | 10 | 11 | 17 | 32 | 47 | −15  | Descenso a Tercera División   |
| 18   | Sevilla Atlético (D)       | 29   | 38 | 8  | 13 | 17 | 38 | 50 | −12  | Descenso a Tercera División   |
| 19   | U. D. Telde (D)            | 28   | 38 | 11 | 6  | 21 | 38 | 58 | −20  | Descenso a Tercera División   |
| 20   | Las Palmas Atlético (D)    | 28   | 38 | 6  | 16 | 16 | 34 | 44 | −10  | Descenso a Tercera División   |

 Fuente: BDFutbol
Criterios de clasificación: Puntos · Enfrentamientos directos · Diferencia de goles · Goles a favor · Play-off
Notas:
1. ↑  La Agrupación Deportiva Ceuta fue descendida a Tercera división por impagos, posteriormente el club fue disuelto como consecuencia de los problemas financieros que le llevaron al descenso.

#### Resultados
| Local \ Visitante          | ATS | BAD | BET | CEU | COR | EST | EXT | FUE | GRA | LPA | LNS | LOB | MAR | MEL | MER | REC | SEV | TEL | TOL | VAL |
| -------------------------- | --- | --- | --- | --- | --- | --- | --- | --- | --- | --- | --- | --- | --- | --- | --- | --- | --- | --- | --- | --- |
| Atlético Sanluqueño C. F.  | —   | 1–0 | 0–0 | 1–2 | 1–2 | 2–0 | 2–1 | 1–0 | 0–0 | 1–0 | 4–1 | 0–0 | 0–0 | 0–1 | 0–0 | 0–1 | 0–0 | 0–2 | 3–0 | 1–0 |
| C. D. Badajoz              | 6–0 | —   | 1–1 | 2–0 | 1–1 | 3–0 | 3–0 | 3–1 | 3–0 | 1–1 | 3–0 | 3–1 | 4–0 | 2–1 | 0–0 | 1–0 | 1–1 | 3–1 | 3–0 | 4–0 |
| Betis Deportivo            | 0–0 | 1–3 | —   | 6–1 | 2–1 | 1–2 | 1–0 | 0–1 | 0–2 | 2–2 | 3–1 | 4–0 | 2–1 | 2–3 | 1–0 | 0–2 | 2–0 | 3–0 | 1–2 | 0–0 |
| A. D. Ceuta                | 2–0 | 1–1 | 1–0 | —   | 0–1 | 2–0 | 1–1 | 1–0 | 2–2 | 2–0 | 1–2 | 0–0 | 0–0 | 1–2 | 2–0 | 2–1 | 2–1 | 2–1 | 2–0 | 2–1 |
| Córdoba C. F.              | 2–1 | 1–0 | 2–1 | 2–0 | —   | 0–0 | 3–1 | 1–1 | 1–1 | 1–1 | 3–2 | 2–0 | 2–1 | 1–0 | 3–1 | 0–0 | 0–0 | 5–1 | 2–1 | 2–1 |
| C. D. Estepona             | 2–0 | 1–3 | 1–0 | 3–0 | 1–0 | —   | 1–1 | 0–0 | 0–0 | 0–0 | 1–0 | 0–0 | 0–0 | 1–1 | 0–2 | 1–0 | 0–0 | 0–0 | 2–1 | 2–0 |
| C. F. Extremadura          | 0–0 | 1–2 | 2–1 | 0–1 | 0–2 | 2–0 | —   | 0–0 | 1–1 | 2–0 | 1–0 | 1–0 | 2–1 | 0–1 | 0–2 | 1–1 | 0–0 | 1–0 | 2–2 | 1–0 |
| C. D. Fuengirola           | 0–0 | 1–2 | 1–1 | 0–0 | 1–0 | 0–0 | 0–0 | —   | 0–0 | 0–2 | 2–1 | 0–0 | 3–1 | 0–1 | 0–1 | 0–0 | 1–0 | 1–0 | 1–0 | 1–0 |
| Granada C. F.              | 2–0 | 0–2 | 0–0 | 2–0 | 2–0 | 5–2 | 3–1 | 3–0 | —   | 1–1 | 4–2 | 2–0 | 1–1 | 1–0 | 1–1 | 0–1 | 3–0 | 1–0 | 0–0 | 0–0 |
| Las Palmas Atlético        | 3–1 | 0–0 | 4–0 | 1–1 | 1–1 | 0–1 | 1–1 | 0–1 | 0–0 | —   | 0–1 | 0–0 | 3–0 | 1–0 | 0–0 | 0–1 | 1–5 | 2–2 | 0–2 | 0–2 |
| R. B. Linense              | 0–1 | 0–0 | 0–1 | 3–0 | 0–1 | 2–0 | 0–0 | 0–1 | 0–0 | 4–1 | —   | 2–0 | 0–0 | 0–0 | 1–6 | 0–1 | 2–0 | 0–1 | 3–1 | 2–1 |
| C. D. Los Boliches         | 0–0 | 1–1 | 0–0 | 0–0 | 0–2 | 1–0 | 2–2 | 3–1 | 0–1 | 1–4 | 3–0 | —   | 1–0 | 1–1 | 1–2 | 1–1 | 1–0 | 2–0 | 0–0 | 0–0 |
| C. D. Marino               | 2–0 | 2–1 | 2–2 | 1–1 | 1–1 | 0–0 | 3–0 | 0–4 | 1–0 | 3–2 | 2–1 | 2–0 | —   | 1–0 | 1–1 | 1–2 | 1–2 | 3–1 | 0–0 | 3–0 |
| U. D. Melilla              | 2–0 | 1–0 | 2–1 | 1–1 | 2–1 | 0–0 | 1–0 | 1–1 | 0–1 | 0–0 | 1–3 | 2–0 | 3–0 | —   | 0–0 | 0–2 | 1–1 | 2–0 | 3–0 | 2–0 |
| Mérida C. P.               | 1–0 | 1–1 | 3–0 | 2–0 | 2–0 | 2–2 | 2–0 | 0–0 | 3–2 | 1–0 | 1–0 | 0–1 | 2–0 | 1–1 | —   | 1–0 | 1–0 | 3–1 | 0–0 | 1–1 |
| R. C. Recreativo de Huelva | 0–1 | 0–0 | 1–2 | 2–0 | 1–0 | 1–1 | 1–0 | 5–0 | 1–1 | 3–2 | 0–1 | 4–1 | 3–0 | 2–0 | 3–2 | —   | 3–0 | 2–1 | 0–0 | 3–0 |
| Sevilla Atlético           | 2–3 | 0–2 | 2–2 | 1–3 | 1–3 | 0–0 | 0–1 | 3–0 | 1–1 | 1–0 | 1–1 | 1–0 | 1–1 | 1–1 | 2–0 | 0–1 | —   | 5–2 | 3–0 | 0–1 |
| U. D. Telde                | 1–2 | 2–4 | 2–1 | 1–0 | 0–1 | 0–0 | 2–1 | 0–1 | 0–2 | 2–1 | 2–1 | 2–0 | 1–0 | 0–1 | 1–1 | 0–1 | 2–2 | —   | 3–1 | 4–2 |
| C. D. Toledo               | 1–0 | 1–3 | 0–2 | 3–1 | 1–0 | 1–0 | 1–2 | 1–0 | 2–2 | 0–0 | 1–1 | 0–1 | 1–2 | 2–1 | 1–3 | 0–0 | 4–0 | 0–0 | —   | 2–0 |
| C. F. Valdepeñas           | 2–0 | 0–0 | 1–1 | 3–0 | 0–2 | 3–0 | 1–1 | 1–1 | 3–2 | 0–0 | 0–2 | 3–3 | 3–0 | 0–0 | 2–1 | 2–0 | 3–1 | 1–0 | 1–0 | —   |

### Grupo IV

#### Clasificación
| Pos. | Equipo                       | Pts. | PJ | G  | E  | P  | GF | GC | Dif. | Clasificación                 |
| ---- | ---------------------------- | ---- | -- | -- | -- | -- | -- | -- | ---- | ----------------------------- |
| 1    | F. C. Barcelona Atlético (A) | 49   | 38 | 20 | 9  | 9  | 65 | 35 | +30  | Acceso a Promoción de ascenso |
| 2    | Cartagena F. C.              | 49   | 38 | 18 | 13 | 7  | 48 | 29 | +19  | Acceso a Promoción de ascenso |
| 3    | A. D. C. Manlleu             | 49   | 38 | 18 | 13 | 7  | 55 | 39 | +16  | Acceso a Promoción de ascenso |
| 4    | C. D. Alcoyano               | 48   | 38 | 20 | 8  | 10 | 66 | 39 | +27  | Acceso a Promoción de ascenso |
| 5    | Hércules C. F.               | 48   | 38 | 19 | 10 | 9  | 48 | 29 | +19  |                               |
| 6    | C. D. Hospitalet             | 47   | 38 | 16 | 15 | 7  | 61 | 34 | +27  |                               |
| 7    | Girona F. C.                 | 47   | 38 | 16 | 15 | 7  | 47 | 32 | +15  |                               |
| 8    | U. D. Alzira                 | 42   | 38 | 15 | 12 | 11 | 45 | 37 | +8   |                               |
| 9    | C. F. Gandía                 | 41   | 38 | 15 | 11 | 12 | 57 | 45 | +12  |                               |
| 10   | Benidorm C. D.               | 40   | 38 | 15 | 10 | 13 | 46 | 35 | +11  |                               |
| 11   | Torrevieja C. F.             | 37   | 38 | 13 | 11 | 14 | 48 | 46 | +2   |                               |
| 12   | C. F. Sporting Mahonés       | 37   | 38 | 14 | 9  | 15 | 45 | 50 | −5   |                               |
| 13   | U. E. Sant Andreu            | 35   | 38 | 12 | 11 | 15 | 43 | 44 | −1   |                               |
| 14   | Torrent C. F.                | 34   | 38 | 11 | 12 | 15 | 34 | 50 | −16  |                               |
| 15   | Yeclano C. F.                | 32   | 38 | 13 | 6  | 19 | 55 | 64 | −9   |                               |
| 16   | Atlético Tomelloso           | 32   | 38 | 11 | 10 | 17 | 31 | 44 | −13  |                               |
| 17   | Mallorca Atlético (D)        | 30   | 38 | 11 | 8  | 19 | 44 | 61 | −17  | Descenso a Tercera División   |
| 18   | C. D. Eldense (D)            | 29   | 38 | 7  | 15 | 16 | 35 | 43 | −8   | Descenso a Tercera División   |
| 19   | C. D. Manacor (D)            | 18   | 38 | 6  | 6  | 26 | 30 | 97 | −67  | Descenso a Tercera División   |
| 20   | C. D. Olímpic de Xàtiva (D)  | 16   | 38 | 5  | 6  | 27 | 27 | 77 | −50  | Descenso a Tercera División   |

 Fuente: BDFutbol
Criterios de clasificación: Puntos · Enfrentamientos directos · Diferencia de goles · Goles a favor · Play-off
Notas:
1. ↑  El F. C. Barcelona Atlético fue ascendido a Segunda División para ocupar la plaza de la Orihuela Deportiva C. F.

#### Resultados
| Local \ Visitante        | ALC | ALZ | BAR | BEN | CAR | ELD | GAN | GIR | HER | HOS | MAL | MNC | MNL | OLI | SAD | SMH | TOM | TON | TOV | YEC |
| ------------------------ | --- | --- | --- | --- | --- | --- | --- | --- | --- | --- | --- | --- | --- | --- | --- | --- | --- | --- | --- | --- |
| C. D. Alcoyano           | —   | 2–2 | 2–1 | 2–0 | 2–0 | 1–0 | 3–1 | 1–1 | 4–1 | 0–1 | 2–1 | 7–1 | 0–1 | 3–1 | 1–1 | 4–0 | 2–0 | 5–0 | 1–0 | 4–1 |
| U. D. Alzira             | 0–2 | —   | 1–0 | 2–2 | 1–1 | 1–0 | 1–2 | 2–0 | 0–4 | 1–1 | 0–0 | 4–1 | 1–0 | 4–1 | 1–0 | 0–1 | 2–1 | 3–0 | 2–1 | 1–0 |
| F. C. Barcelona Atlético | 4–1 | 0–0 | —   | 2–1 | 2–0 | 1–0 | 1–0 | 1–1 | 1–0 | 0–1 | 3–0 | 0–0 | 0–1 | 6–2 | 4–2 | 0–0 | 1–3 | 1–0 | 3–0 | 4–0 |
| Benidorm C. D.           | 1–0 | 2–1 | 0–0 | —   | 0–1 | 4–0 | 0–2 | 1–1 | 0–1 | 0–0 | 3–0 | 6–0 | 1–1 | 2–1 | 2–0 | 1–1 | 1–0 | 1–1 | 2–1 | 0–2 |
| Cartagena F. C.          | 2–0 | 0–4 | 1–1 | 2–0 | —   | 2–0 | 2–2 | 0–0 | 1–1 | 0–0 | 4–1 | 3–0 | 2–0 | 2–0 | 0–1 | 2–1 | 1–0 | 2–0 | 3–0 | 1–2 |
| C. D. Eldense            | 1–0 | 1–0 | 0–2 | 1–2 | 0–1 | —   | 0–0 | 0–0 | 0–1 | 1–0 | 0–0 | 6–1 | 2–2 | 0–0 | 1–1 | 1–1 | 1–1 | 0–2 | 1–2 | 2–0 |
| C. F. Gandía             | 0–1 | 1–0 | 1–3 | 1–2 | 0–0 | 0–0 | —   | 3–2 | 3–2 | 1–2 | 0–0 | 3–1 | 1–2 | 3–0 | 4–0 | 2–1 | 1–0 | 2–1 | 2–0 | 5–1 |
| Girona F. C.             | 0–0 | 0–1 | 4–2 | 2–0 | 1–0 | 2–2 | 0–1 | —   | 2–1 | 1–1 | 3–2 | 3–1 | 2–1 | 3–1 | 1–0 | 2–1 | 3–1 | 2–0 | 3–0 | 1–0 |
| Hércules C. F.           | 1–1 | 0–0 | 1–0 | 1–0 | 0–3 | 0–0 | 1–1 | 0–0 | —   | 1–1 | 1–0 | 2–0 | 1–0 | 1–0 | 1–0 | 2–0 | 1–2 | 0–0 | 1–2 | 1–0 |
| C. D. Hospitalet         | 4–0 | 0–0 | 1–4 | 2–4 | 0–1 | 0–0 | 2–2 | 0–0 | 2–1 | —   | 1–1 | 6–1 | 3–0 | 4–0 | 3–1 | 3–0 | 0–0 | 5–2 | 3–0 | 2–0 |
| Mallorca Atlético        | 0–0 | 3–0 | 1–2 | 1–0 | 3–0 | 5–1 | 3–2 | 1–1 | 1–4 | 1–1 | —   | 2–0 | 0–1 | 2–0 | 3–1 | 1–2 | 0–3 | 2–1 | 0–5 | 2–1 |
| C. D. Manacor            | 1–1 | 0–0 | 0–2 | 0–1 | 1–3 | 2–1 | 2–1 | 0–2 | 1–3 | 0–2 | 1–0 | —   | 2–2 | 3–2 | 3–3 | 0–0 | 0–1 | 0–2 | 2–1 | 0–6 |
| A. D. C. Manlleu         | 3–1 | 2–1 | 2–2 | 2–1 | 2–2 | 1–0 | 0–0 | 1–0 | 1–1 | 1–2 | 4–0 | 4–2 | —   | 1–1 | 1–0 | 2–1 | 1–0 | 3–1 | 1–1 | 2–0 |
| C. D. Olímpic de Xàtiva  | 1–2 | 1–2 | 0–1 | 0–3 | 1–1 | 1–2 | 0–4 | 0–0 | 1–0 | 0–1 | 0–0 | 1–0 | 1–4 | —   | 0–2 | 2–0 | 1–2 | 3–0 | 0–0 | 2–1 |
| U. E. Sant Andreu        | 1–1 | 1–1 | 4–1 | 1–0 | 0–0 | 1–1 | 3–0 | 2–0 | 0–4 | 2–2 | 1–0 | 3–0 | 1–1 | 5–0 | —   | 0–1 | 1–0 | 0–1 | 2–1 | 1–1 |
| C. F. Sporting Mahonés   | 3–2 | 2–0 | 3–1 | 2–1 | 1–2 | 0–0 | 2–2 | 1–1 | 0–3 | 1–0 | 5–2 | 3–0 | 0–0 | 2–1 | 0–1 | —   | 1–1 | 4–0 | 1–0 | 2–1 |
| Atlético Tomelloso       | 0–2 | 1–4 | 0–3 | 0–1 | 0–0 | 1–1 | 1–1 | 0–2 | 0–1 | 2–1 | 2–1 | 1–2 | 0–0 | 2–1 | 1–0 | 2–1 | —   | 0–1 | 1–0 | 0–3 |
| Torrent C. F.            | 0–1 | 0–0 | 1–1 | 1–1 | 0–1 | 2–0 | 2–2 | 0–0 | 1–1 | 1–0 | 2–1 | 1–0 | 2–2 | 2–0 | 0–0 | 3–0 | 0–0 | —   | 0–0 | 2–5 |
| Torrevieja C. F.         | 1–4 | 1–1 | 0–0 | 0–0 | 1–1 | 3–2 | 2–1 | 1–1 | 0–1 | 1–1 | 3–2 | 4–0 | 4–2 | 4–0 | 1–0 | 2–1 | 1–1 | 2–0 | —   | 3–0 |
| Yeclano C. F.            | 3–1 | 3–1 | 1–5 | 0–0 | 1–1 | 0–7 | 2–0 | 3–0 | 1–2 | 3–3 | 0–2 | 5–2 | 0–1 | 3–1 | 2–1 | 3–0 | 1–1 | 0–2 | 0–0 | —   |

## Promoción de ascenso a Segunda División
- Se clasifican los siguientes equipos a la promoción de ascenso:

| Pos                                              | Grupo I               | Grupo II            | Grupo III            | Grupo IV              |
| ------------------------------------------------ | --------------------- | ------------------- | -------------------- | --------------------- |
| 1º                                               | Real Madrid Deportivo | Racing de Santander | CD Badajoz           | FC Barcelona Promesas |
| 2º                                               | CD Lugo               | Deportivo Alavés    | Recreativo de Huelva | Cartagena FC          |
| 3º                                               | SD Compostela         | Osasuna Promesas    | Córdoba CF           | ADC Manlleu           |
| 4º                                               | Getafe CF             | San Sebastián CF    | Mérida CP            | CD Alcoyano           |
| En negrita equipos que suben a Segunda División. |                       |                     |                      |                       |

## Resumen
Ascienden a Segunda división:
| - Sociedad Deportiva Compostela | - Mérida CP | - Real Racing Club de Santander | - Real Madrid Deportivo |

Además también asciende  Fútbol Club Barcelona Promesas para ocupar la plaza del Orihuela Deportiva Club de Fútbol.

Descienden a Tercera división: 
| Grupo I - Club Deportivo Pegaso - Unión Popular de Langreo - Club Deportivo Móstoles - Real Sociedad Deportiva Alcalá | Grupo II - Club Deportivo Izarra - Club Deportivo Mirandés - Sociedad Cultural Deportiva de Durango - Club Deportivo Endesa Andorra - Club Deportivo Teruel | Grupo III - Agrupación Deportiva Ceuta - Club Deportivo Toledo - Sevilla Atlético - Unión Deportiva Telde - Las Palmas Atlético | Grupo IV - Mallorca Atlético - Club Deportivo Eldense - Club Deportivo Manacor - Club Deportivo Olímpic de Xàtiva |

Campeones de Segunda División B (título honorífico y en trofeo que no garantiza el ascenso):
| - Real Madrid Deportivo | - Real Racing Club de Santander | - Club Deportivo Badajoz | - Fútbol Club Barcelona Promesas |

## Copa del Rey
Todos los equipos, excepto los filiales, se clasifican de forma automática para la siguiente edición de la Copa del Rey.